# Sint-Denijskerk (Kalken)

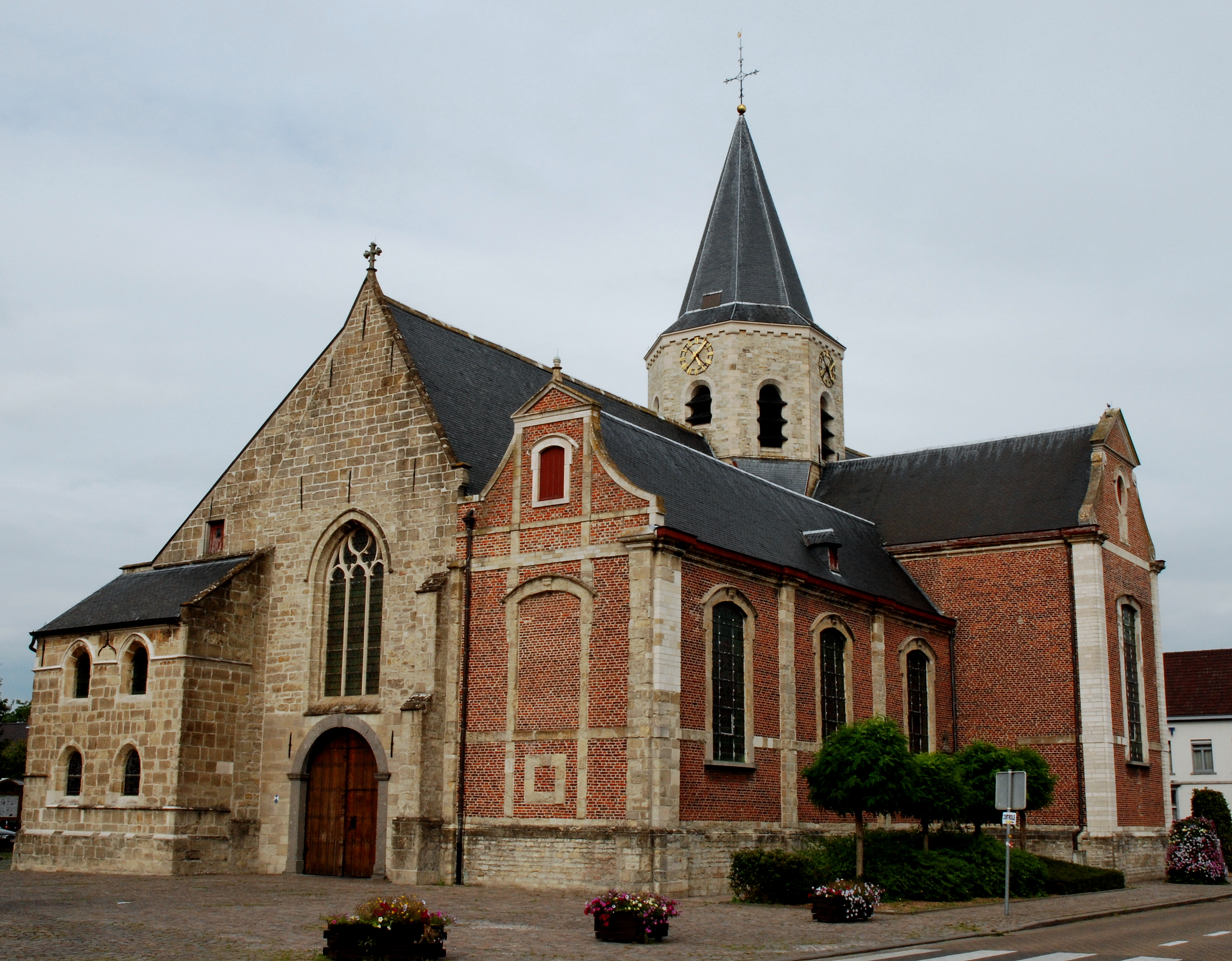
De Sint-Denijskerk

De Sint-Denijskerk is een kerkgebouw in de Oost-Vlaamse deelgemeente Kalken, toegewijd aan Dionysius. Deze kerk werd gebouwd op resten van een preromaans of romaans gebedshuis.

## Historiek
Het patronaatsrecht van de kerk was sinds het begin van de 12e eeuw in handen van de abdij van Saint-Nicolas-aux-Bois te Saint-Nicolas-aux-Bois. De abdij had diezelfde rechten ook voor Heusden, Laarne en Wetteren. 
De funderingen van een rechthoekig gebouw, hoogstwaarschijnlijk die van het preromaans of romaans gebedshuis, werden teruggevonden onder de huidige middenbeuk. Wilhelmus Lindanus schreef dat de kerk rond 1400 werd vergroot door Zeger van Kalken. Het is mogelijk dat de huidige vieringtoren uit Ledische steen dateert uit die tijd. Er zijn geschreven bronnen over uitbreidingen, verbouwingen en restauraties in 1433, 1530 en 1531. Men neemt aan dat de kerk toen een basilicale kruiskerk was van drie traveeën, de toren en een hoogkoor, geflankeerd door een torentje. Van dat laatste vond men sporen terug bij de opgraving. In 1575 vermeldt men twee zijkapellen bij een bezoek van de bisschop, een toegewijd aan de heilige Anna, de andere aan de heilige Maurus. Van 1587 tot 1596 waren herstellingen nodig ten gevolge van beschadigingen door beeldenstormers. Het transept aan de noordzijde werd vergroot in 1609.

## Galerij

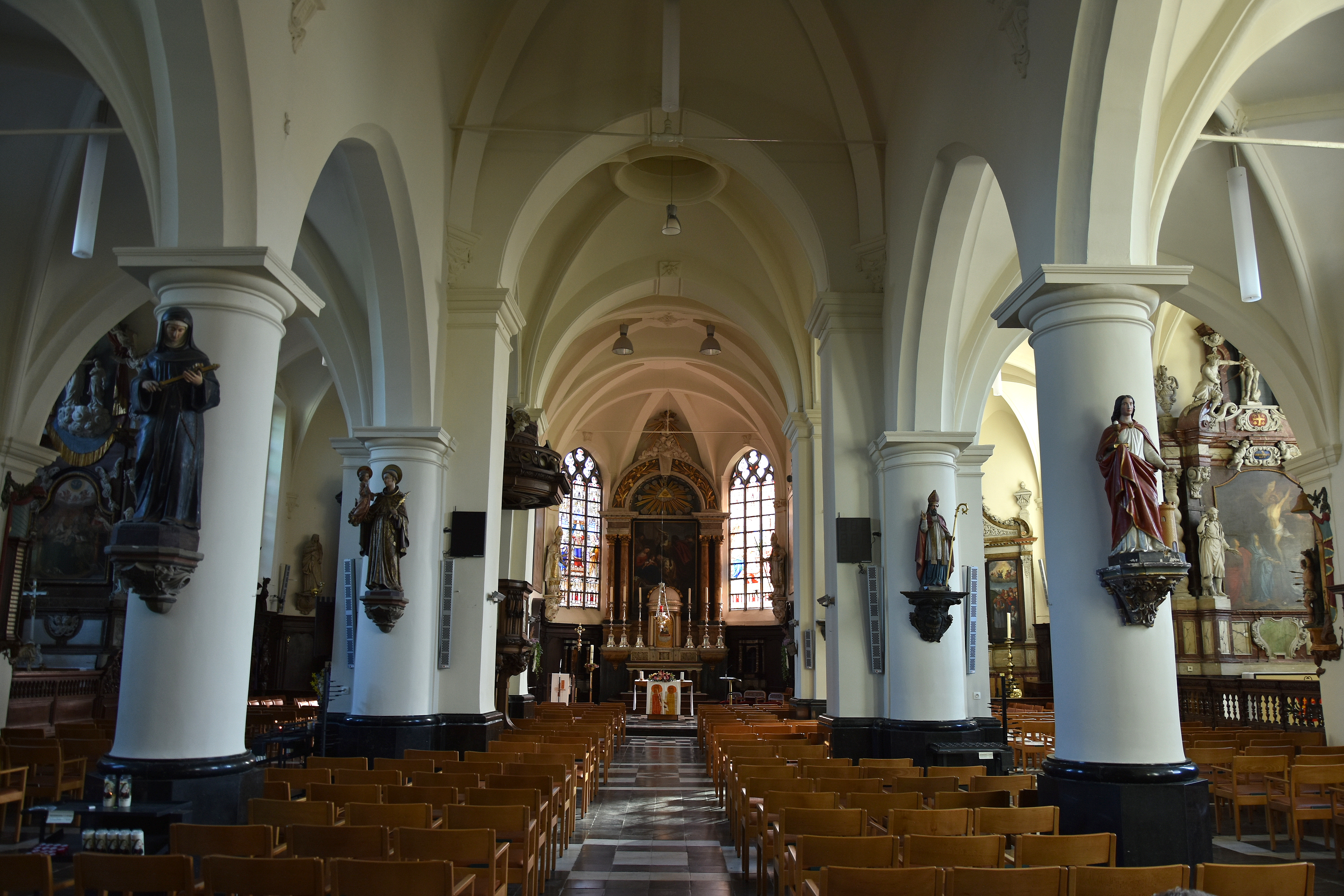
Middenbeuk en priesterkoor
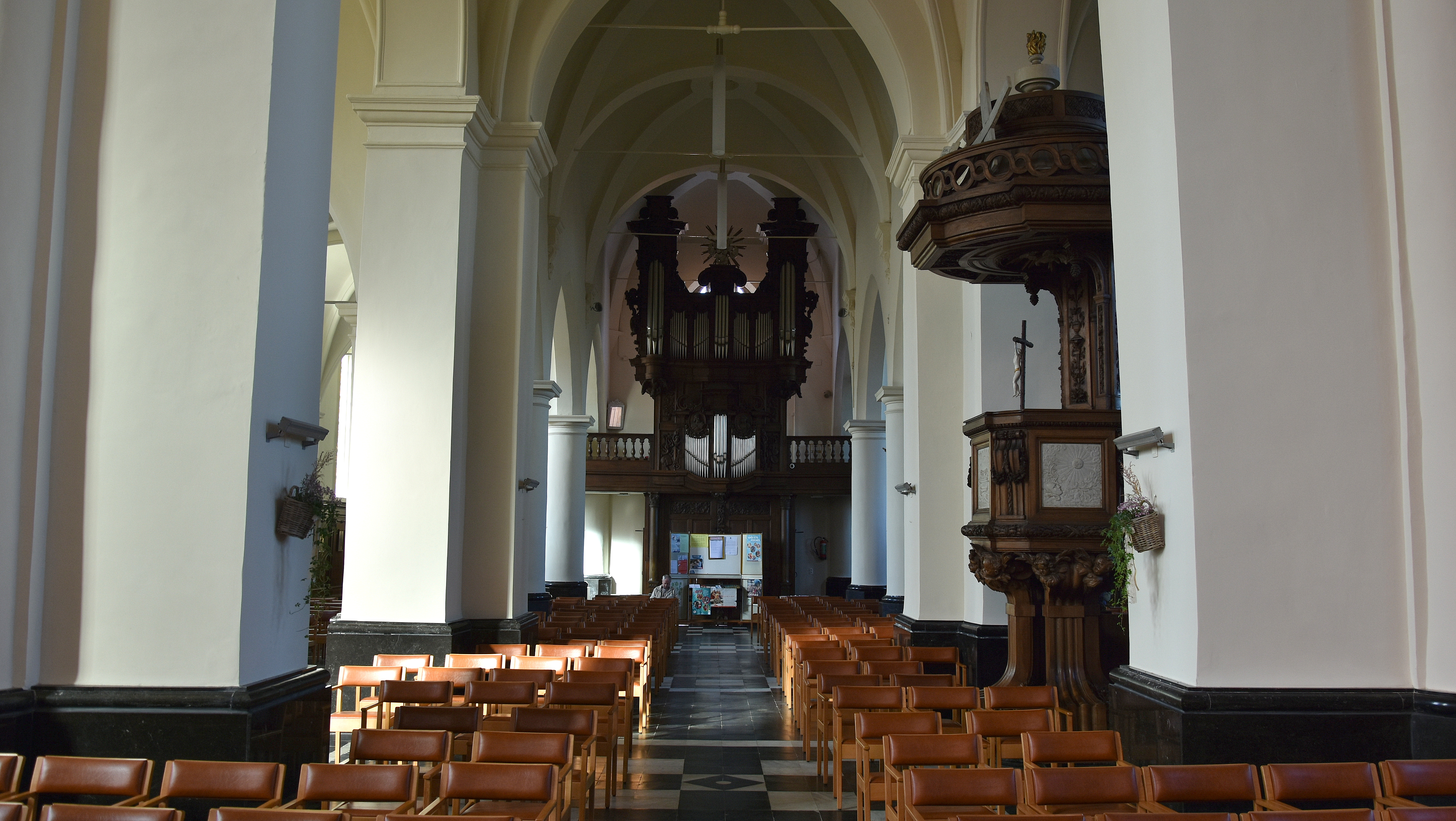
Achterzijde middenbeuk en kerkorgel
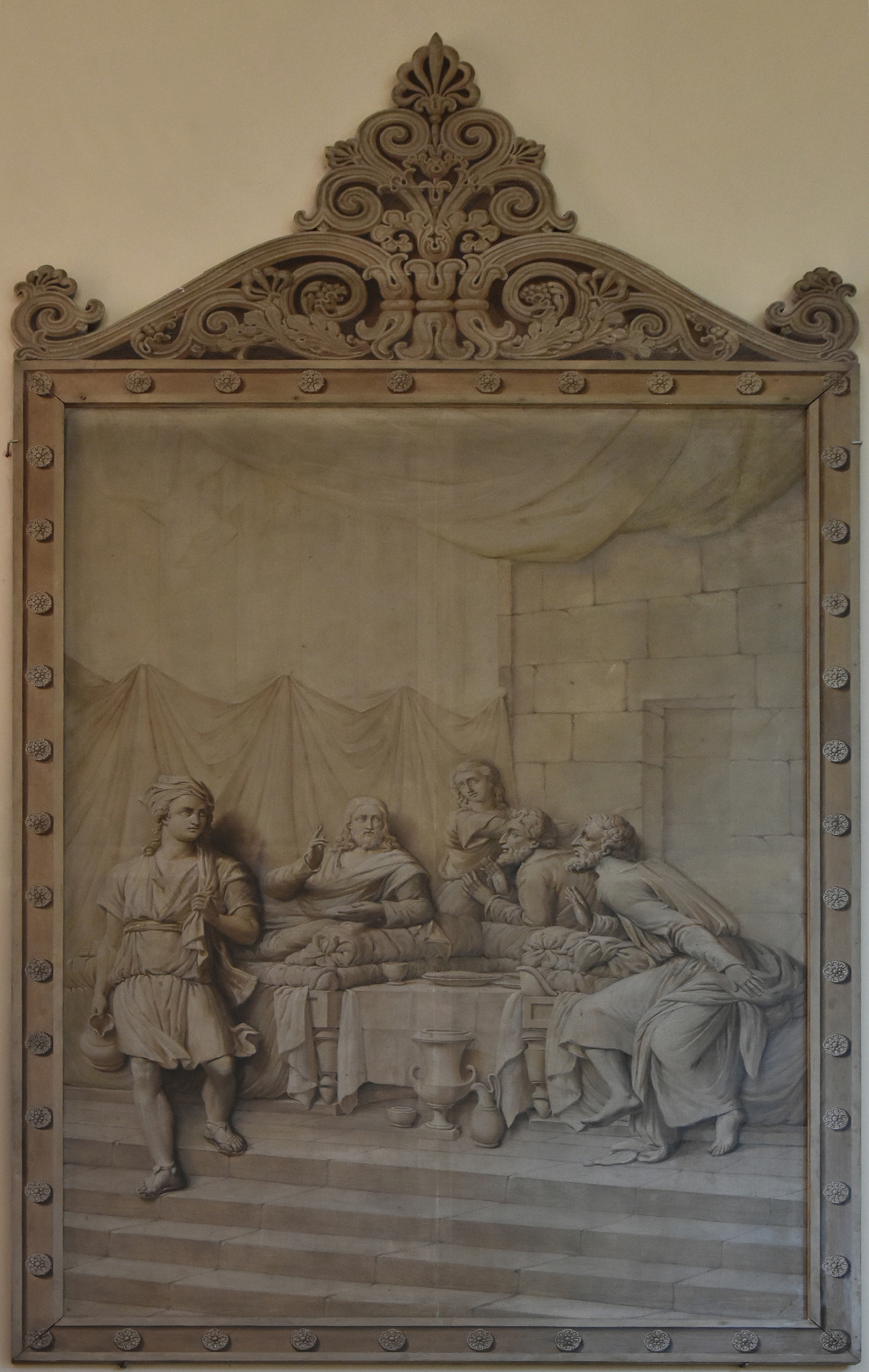
Grisaille van Pieter Norbert Van Reysschoot in het priesterkoor
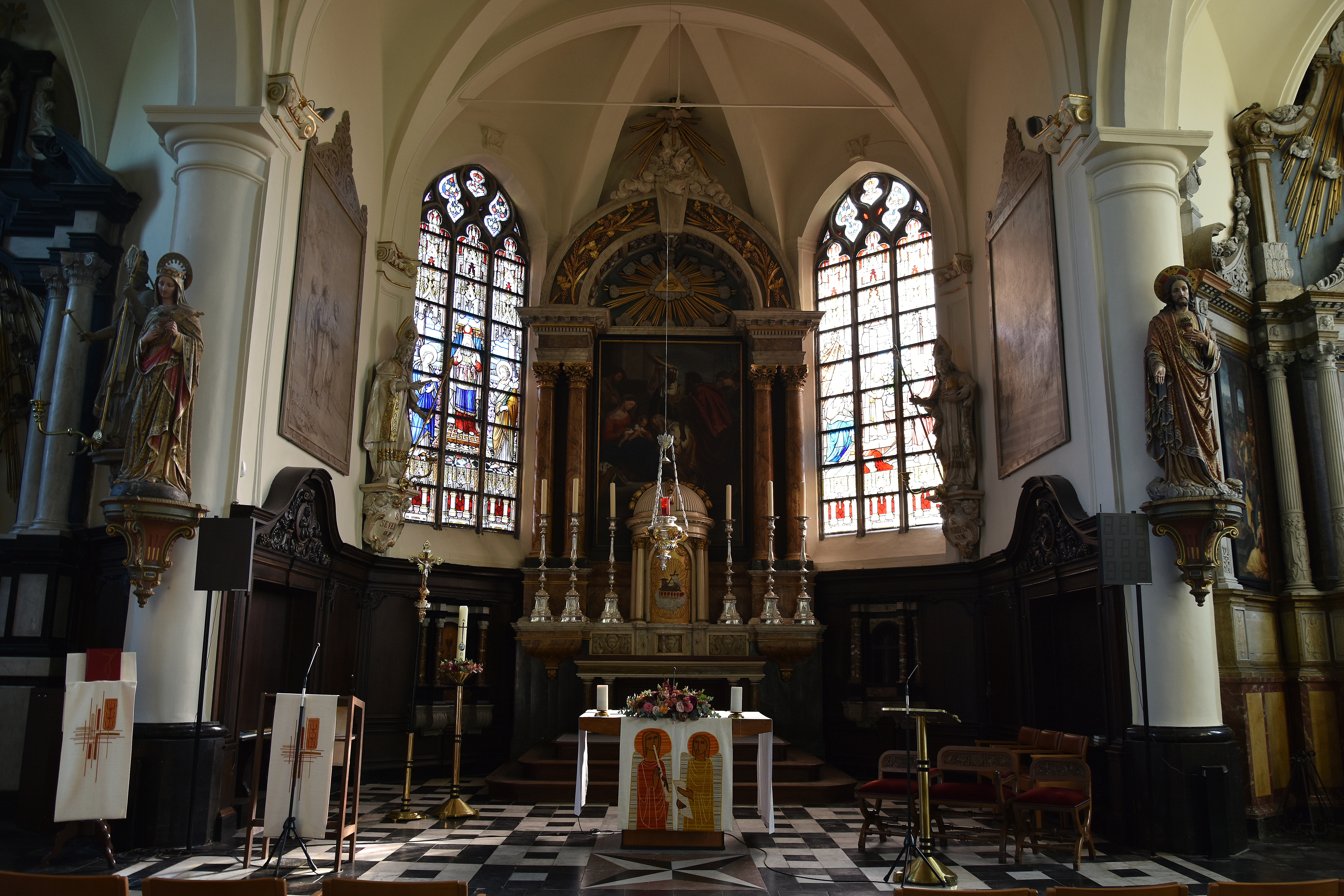
Het hoogaltaar met de Aanbidding der Wijzen van Gaspar de Crayer